# Annie Abernethie Pirie
Annie Abernethy Pirie o Annie Quibell (Aberdeen, 1862-1927) va ser una il·lustradora i egiptòloga escocesa.

## Biografia
Annie Abernethy Pirie va néixer el 1862 a Escòcia. El seu pare, William Robinson Pirie, era un ministre protestant i director de la Universitat d'Aberdeen. De jove, es va formar primerament com a artista i la seva obra es va arrobar a exposar a la Royal Scottish Academy.
Va ser una de les primeres estudiants de Flinders Petrie, a la dècada de 1890, al University College de Londres. En aquell moment, aquesta institució era l'única del Regne Unit que permetia que les dones obtinguessin títols. Pirie hauria estat companya d'aula de Margaret Alice Murray, i probablement va rebre classes de Francis Llewellyn Griffith.

### Carrera
El 1895, va ser escollida per Petrie per unir-se al seu equip de camp a Egipte, a les excavacions de Saqqara i al Ramesseum de Tebes. Hi va anar com a copista amb una altra artista, Rosalind Frances Emily Paget. A Saqqara van treballar a la tomba de Ptahhotep, de la Cinquena Dinastia.

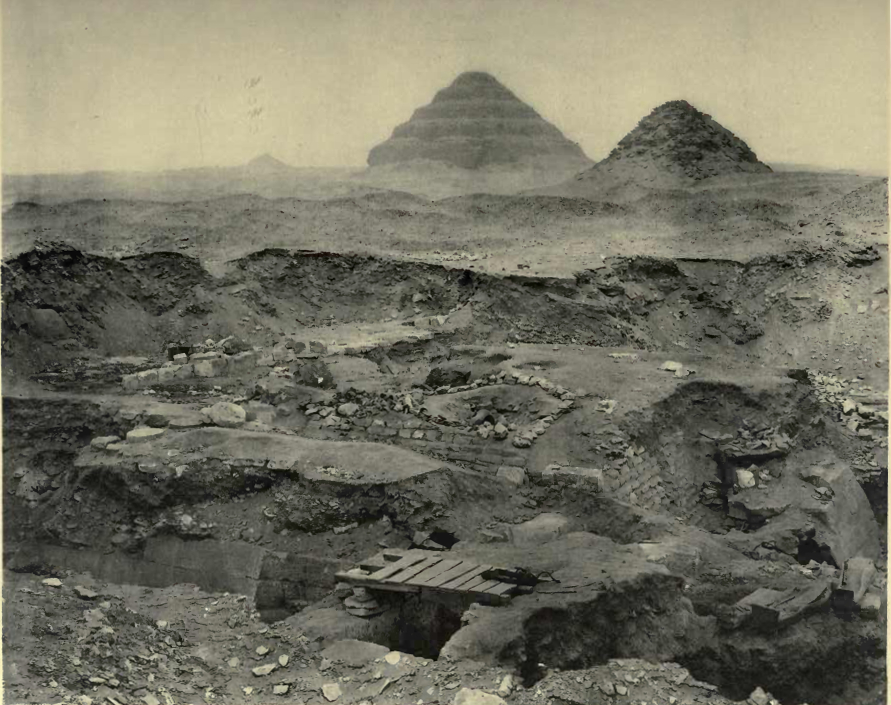
Excavacions de Quibell a Saqqara el 19096-1907.

Va formar part de l'equip d'excavació d'El Kab l'any 1897 i Hierakonpolis l'any següent i va continuar treballant en excavacions a Egipte amb el seu marit, James Edward Quibell, amb qui es va casar l'any 1900. Es van enamorar quan tots dos van patir un enverinament per ptomaine a causa dhaver ingerit aliment en mal estat durant l'excavació. Finalment, van treballar junts a Saqqara durant vuit anys, des de 1905 fins a 1914. Les seves il·lustracions de troballes arqueològiques van ser presentades en informes arqueològics de Saqqara, el Ramesseum i Hierakonpolis.
Pirie i el seu marit van comissariar l'exposició egípcia per a l'Exposició Universal de Saint Llouís de 1904.
Annie Abernethie Pirie també va ser escriptora i artista. La seva primera publicació va ser una traducció a l'anglès de la Guia del Museu del Caire el 1906, en coautoria amb el seu marit. Va produir guies breus de les piràmides de Guiza i les tombes de Saqqara que es van publicar originalment al Caire. A la dècada de 1920, va publicar dos llibres, Egyptian History and Art (1923) i A Wayfarer in Egypt (1925). Després del seu retorn a la Gran Bretanya, va treballar en l'arranjament de la galeria egípcia al Museu Marischal de la Universitat d'Aberdeen.

### Mort i llegat
Annie Pirie Quibell va morir a Anglaterra el 1927 de leucèmia, quan tenia 65 anys. El seu marit es va sorprendre per aquesta mort, i mai es va recuperar del tot. Els dibuixos arqueològics d'Annie Abernethie Pirie encara són utilitzats per investigadors i estudiants, i es poden veure a l'Ancient Egypt Rediscovered Gallery del Museu Nacional d'Escòcia.

## Obres publicades
- Maspero, Gaston C. C, James E. Quibell, i Annie A. Quibell. Guide to the Cairo Museum. El Caire: Printing Office of the French Institute of Oriental Archaeology, 1910.
- Quibell, Annie A. The Pyramids of Giza. El Caire: CMS Bookshop, 1915.
- Quibell, Annie A. P. Some Notes on Egyptian History & Art: With Reference to the Collections in Cairo Museum. El Caire: C.M.S. Bookshop, 1919.
- Quibell, Annie A. P. Egyptian History and Art: With Reference to Museum Collections. Londres: Society for Promoting Christian Knowledge, 1923.
- Quibell, Annie A. P. A Wayfarer in Egypt. Londres: Methuen, 1939.